# Erik Eriksen (calciatore)
Erik Jørgen Eriksen (13 maggio 1939) è un allenatore di calcio ed ex calciatore norvegese, di ruolo difensore.

## Carriera
Eriksen ha vestito la maglia dell'Åssiden, prima di passare allo Strømsgodset nel 1967. È rimasto in squadra fino al 1971.
 Ha contribuito a due successi nel Norgesmesterskapet (1969 e 1970) e ad un campionato (1970).
È poi tornato allo Strømsgodset in veste di allenatore, nel 1973. Ha vinto il Norgesmesterskapet nel corso di quello stesso anno ed è rimasto in panchina fino al 1974. Dal 1975 al 1976 è stato alla guida del Lyn Oslo. È tornato nuovamente allo Strømsgodset nel 1986.

## Palmarès

### Giocatore
- Coppa di Norvegia: 2

Strømsgodset: 1969, 1970
- Campionato norvegese: 1

Strømsgodset: 1970

### Allenatore
- Coppa di Norvegia: 1

Strømsgodset: 1973